# Owocożer wspaniały
Owocożer wspaniały (Ptilinopus superbus) – gatunek średniej wielkości ptaka z rodziny gołębiowatych (Columbidae), podrodziny treronów. Występuje we wschodniej Australii i na niektórych wyspach Indonezji i Oceanii. Nie jest zagrożony wyginięciem.

## Taksonomia
Po raz pierwszy gatunek opisał Coenraad Jacob Temminck w 1809 na podstawie holotypu z wyspy Halmahera. Nadał nowemu gatunkowi nazwę Columba Superba. Obecnie (2020) Międzynarodowy Komitet Ornitologiczny (IOC) umieszcza owocożera wspaniałego w rodzaju Ptilinopus. Wyróżnia dwa podgatunki, klasyfikacja jest jednak sporna; niektórzy autorzy uznają owocożera liliowopierśnego (P. s. temminckii) za odrębny gatunek na podstawie różnic w upierzeniu.

## Podgatunki i zasięg występowania
IOC wyróżnia dwa podgatunki:
- owocożer liliowopierśny[3] (P. s. temminckii) (Des Murs & Prévost, 1849) – Celebes[5]
- owocożer wspaniały[3] (P. s. superbus) (Temminck, 1809) – Moluki, Nowa Gwinea, Wyspy Aru, dalej na wschód po Wyspy Admiralicji i Archipelag Bismarcka, Wyspy d’Entrecasteaux, Luizjady, Wyspy Salomona i wschodnia Australia[4]

## Morfologia
Długość ciała wynosi 20–24 cm, masa ciała 76–145 g. Długość skrzydła samców: 122–134 mm, samic: 121–127 mm; długość dzioba: 14–16 mm; długość ogona: 60–68 mm; długość skoku: 18–20 mm. U owocożerów wspaniałych występuje wyraźny dymorfizm płciowy w upierzeniu. Samce wyróżniają się fioletowym ciemieniem, rdzawym tyłem szyi, czarnymi kropkami na barkówkach, czarniawym pasem biegnącym przez niebieskoszarą pierś, jasnożółtym brzuchem i zielonymi bokami. Grzbiet oliwkowozielony. Samice i młode są głównie zielone z żółtymi krawędziami pokryw skrzydłowych, białawym spodem ciała i zielonymi bokami. U samic na karku dostrzec można niewielką czarną plamę, w terenie jest jednak słabo widoczna.

## Ekologia i zachowanie
Środowiskiem życia owocożerów wspaniałych są lasy, w tym lasy deszczowe i namorzyny oraz śródpolne zadrzewienia na terenach rolniczych. Są towarzyskie, często przebywają w stadach liczących do 20 osobników, nawet jeśli większość ptaków jest już połączona w pary. Żywią się wyłącznie owocami. Szczególnie lubią figi, które zręcznie zrywają z gałęzi, niekiedy zwisając do góry nogami. Zwykle przebywają wysoko w koronach drzew. Niechętnie przebywają w pobliżu siedlisk ludzkich.

### Lęgi
Na Nowej Gwinei lęgi odnotowano w styczniu, lutym i od maja do września. Gniazdo ma formę niewielkiej platformy, umieszczone jest na drzewie do 30 m nad ziemią. W zniesieniu 1 lub 2 białe jaja. Inkubacja trwa 14 dni. Samica wysiaduje w nocy, samiec w dzień. Obydwa ptaki z pary sprawują opiekę nad potomstwem.

## Status
IUCN uznaje owocożera wspaniałego za gatunek najmniejszej troski (LC, Least Concern) nieprzerwanie od 2014 (stan w 2017). BirdLife International uznaje trend populacji za spadkowy ze względu na postępujące niszczenie środowiska życia tych ptaków. IUCN uznaje owocożera liliopierśnego z Celebesu za osobny gatunek i również zalicza go do kategorii najmniejszej troski.  